# FC Hegelmann
El FC Hegelmann es un club de fútbol con sede en Raudondvaris, Lituania. Actualmente juega en la A lyga, máxima categoría nacional.

## Historia
El equipo fue fundado en 2009 como Hegelmann Litauen por la compañía logística Hegelmann Group, cuya sede lituana se encuentra en Kaunas. El nombre del club hace referencia al fundador, Anton Hegelmann, mientras que la palabra Litauen significa «Lituania» en alemán. En 2022 adoptó su denominación actual.
Después de unas primeras temporadas en las categorías inferiores, logró subir a segunda división en 2016 y firmó un acuerdo formativo con el Kauno Žalgiris para recibir futbolistas cedidos que solo duró un año. En 2019 regresó a la 1 Lyga y diseñó un proyecto para competir en división profesional, encabezado por el veterano internacional Ignas Dedura. Después de finalizar la temporada 2020 en segundo lugar, logró ascender a la A Lyga a partir de la temporada 2021 y contrató como entrenador a Andrius Velička.

## Participación en competiciones de la UEFA
| Temporada | Torneo                        | Ronda             | Club                  | Casa | Visita | Global |
| --------- | ----------------------------- | ----------------- | --------------------- | ---- | ------ | ------ |
| 2023–24   | UEFA Europa Conference League | 1° Clasificatoria | Shkupi                | 0−5  | 0−0    | 0−5    |
| 2025-26   | UEFA Europa Conference League | 1° Clasificatoria | St Patrick's Athletic | 0−2  | 0−1    | 0−3    |